# Rosa Ferré
Rosa Ferré (Extremadura, 1966) és una gestora cultural espanyola. De formació filòloga, amb estudis de literatura comparada, des del gener del 2018 és directora de Matadero Madrid. Anteriorment, des del setembre del 2012 va ser cap d'Exposicions del CCCB.
Al CCCB ha iniciat una nova línia de projectes que, sota el nom Sèrie Beta, posen en relació la creació artística i cultural, la investigació científica i la innovació social, com ara «Big Bang Data» (2014-2015) i «Més humans. El futur de la nostra espècie» (2015-2016). Entre altres projectes ha dirigit, també al CCCB, les exposicions «Metamorfosis. Visions fantàstiques de Starewitch, Švankmajer i els germans Quay» (2014) i «Les variacions Sebald» (2015). En l'actualitat està preparant el comissariat de l'exposició «Mil metres quadrats de desig», sobre arquitectura i sexualitat (2016-2017).
Té més de vint anys d'experiència en la concepció i la direcció de projectes expositius i de divulgació cultural en els àmbits de l'art, l'arquitectura, el cinema, la literatura i el pensament contemporanis. Ha treballat com a assessora de continguts i gestora de projectes expositius i editorials per a diferents institucions artístiques i culturals nacionals i internacionals. Ha estat assessora de diverses edicions del Festival Internacional de les Lletres – Gutun Zuria de Bilbao.
Com a comissària ha centrat la seva investigació i ha escrit sobre l'art i la cultura russos dels segles XX i XXI; en aquest àmbit destaquen l'exposició interdisciplinària «La Caballería Roja, creación y poder en la Rusia soviética 1917-1945» i la publicació homònima (Casa Encendida, Madrid, 2011). Entre els seus projectes expositius relacionats amb l'art rus d'avantguarda destaca l'organització de les següents exposicions, realitzades en col·laboració amb altres especialistes internacionals: «Kasimir Malèvitx» (la Pedrera, Barcelona, i Museu de Belles Arts de Bilbao, 2006); «Ródtxenko. La construcció del futur» (la Pedrera, 2009); «Gustavs Klucis. En el frente del arte constructivista» (Ajuntament de Còrdova – Cajasol, Sevilla, 2009).